# Guy U. Hardy

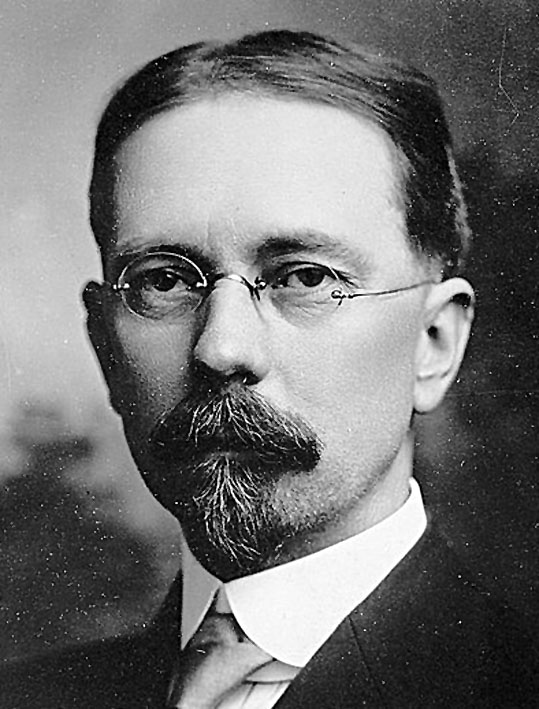
Guy U. Hardy (1923)

Guy Urban Hardy (* 4. April 1872 in Abingdon, Knox County, Illinois; † 26. Januar 1947 in Cañon City, Colorado) war ein US-amerikanischer Politiker. Zwischen 1919 und 1933 vertrat er den dritten Wahlbezirk des Bundesstaates Colorado im US-Repräsentantenhaus.

## Werdegang
Guy Hardy besuchte die öffentlichen Schulen seiner Heimat und danach das Albion Normal College in Albion. Später studierte er an der Transylvania University in Lexington (Kentucky). Zwischen 1890 und 1893 arbeitete er als Lehrer in Illinois und Florida. Im Jahr 1894 zog er nach Cañon City in Colorado, wo er ab 1895 zwei Zeitungen herausgab.
Zwischen 1900 und 1904 war Hardy Posthalter in Cañon City und in den Jahren 1918 und 1919 war er Präsident der Vereinigung der amerikanischen Zeitungsverleger (National Editorial Association). Politisch war er Mitglied der Republikanischen Partei. 1918 wurde er als deren Kandidat im dritten Distrikt von Colorado in das US-Repräsentantenhaus in Washington gewählt. Dort trat er am 4. März 1919 die Nachfolge von Edward Keating von der Demokratischen Partei an. Nachdem er bei den folgenden sechs Kongresswahlen jeweils in seinem Mandat bestätigt wurde, konnte Hardy bis zum 3. März 1933 sieben Legislaturperioden im Kongress absolvieren.
Im Jahr 1932 unterlag er dem Demokraten John Andrew Martin, der im damaligen Bundestrend zugunsten der Demokraten diese Wahl gewinnen konnte. Nach dem Ende seiner Zeit im Kongress widmete sich Hardy wieder seiner Tätigkeit als Verleger in Cañon City. In dieser Stadt ist er im Januar 1947 auch verstorben.